# Thelypteris rolandii
Thelypteris rolandii är en kärrbräkenväxtart som först beskrevs av Carl Frederik Albert Christensen, och fick sitt nu gällande namn av R.M. Tryon. Thelypteris rolandii ingår i släktet Thelypteris och familjen Thelypteridaceae. Inga underarter finns listade.